# I. György moszkitó király
I. György a Moszkitó Királyság uralkodója volt 1755 és 1776 között. II. Jeremiás fiatalabbik fia és I. Eduárd öccse volt.

## Megosztottság a királyságban
1773-ban Brian Edwards az országba érve azt tapasztalta, hogy mind népességileg, mind hatalmilag megosztott volt. A két fő népességet alkotó etnikum az eredeti őslakosok és a zámbók, afrikai származású felszabadított rabszolgákkal keveredett helyiek voltak. Közigazgatásilag az ország négy részre lett osztva. Az északi és déli területet vezető tábornokok mellett a királynak és a zámbóknak is volt egy külön uralmi területük.  A tetrarchikus államszervezetet először 1766-ban említik a letelepedett brit kereskedők. 

## Népesség
Edwards  1770-ben azt írta, hogy a királyságban megközelítőleg 7 és 10 ezer harcképes férfi élt, mindegyik egy minimum négyfős családban, így a teljes népességet 30-40 ezer főre becsülte. A moszkitók mellett 1400 brit kereskedő is élt a Fekete-folyó menti kereskedelmi telepeken, ebből 136 fehér, 112 kevert népességű és nagyjából 600 rabszolga. Kisebb etnikai csoportok éltek még a fővárosban és Cabo Gracias a Dios-on.

## Politikai fejlemények, válság
Az egyik legnagyobb konfliktus az országban a megosztott népesség volt. Az északon élő zámbók egyre délebbre vándoroltak és veszélyeztették a déli területek politikai függetlenségét. A problémát Dilson déli tábornok írta le és jelentette az uralkodónak. 1769 júniusában a zámbók vezetője, Israel Sella figyelmeztette a királyt, mivel Dilson testvére két moszkitó férfival titkos tárgyalásokat folytattak a spanyolokkal Cartago-ban. Fő tervük a brit hegemónia megszüntetése és a spanyolok behívása a királyságba. Spanyol jelentések szerint Dilso volt a moszkitó nép kormányzója, valamint megemlítették, hogy a tárgyaláson részt vettek más, előkelő urak.  
Ezalatt a zámbók vezetője Londonba utazott, hogy tárgyaljon az angol királlyal a közép-amerikai és a jamaicai adminisztráció szétválasztásáról, ezt a döntés György király szerint trónfosztásának kezdeményezését jelentette.  . A fenyegetés épp elegendő volt ahhoz, hogy a király segítséget kérjen Dilson-tól és Briton-tól, de csak utóbbi támogatta az uralkodót .
György emellett több földadomány adott az angoloknak, bízva támogatásuk megszerzésében. A földek főként a főváros és a Fekete-folyó mentén feküdtek, de egyesek átnyúlottak a "lázadó" tábornokok területeire. A király tevékenysége alatt Dilson folytatta a spanyolokkal való tárgyalást.

## Moszkitók és az amerikai forradalom
A britekkel való szorosabb együttműködés keretében György Jamaicába utazott 1774-ben. Itt egyeztek meg arról a támogatásról, hogy 5000 moszkitó részt vesz az amerikaiak elleni háborúban.

## Halála
György 1777-ben halt meg egy himlőjárványt követően. A trónon fia, György Frigyes követte II. György néven.